# Hauptstrasse 283
Die Hauptstrasse 283 ist eine Hauptstrasse im Kanton Aargau in der Schweiz. Sie verbindet die Hauptstrasse 1 in Rothrist mit der Hauptstrasse 2 in Aarburg.
Der südwestliche Abschnitt der Strasse bei Rothrist wird im Strassensystem des Kantons Aargau als Teil der Kantonsstrasse 101 betrachtet, der nordöstliche bei Aarburg als Teil der Kantonsstrasse 103.

## Verlauf
Die Strasse beginnt im Quartier «Dörfli» in Rothrist und zweigt als «Neue Aarburgerstrasse» von der Hauptstrasse 1 ab. Sie unterquert die Bahnlinie Rothrist-Aarburg bzw. Rothrist-Zofingen und überquert an der gleichen Stelle die eingedolte Pfaffneren. Danach überquert sie beim Autobahnanschluss «Rothrist» die Autobahnen A1 sowie A2 und kurz darauf die Wigger. Dabei erreicht sie das Gemeindegebiet von Aarburg.
In Aarburg durchquerten bis zum Beginn des 21. Jahrhunderts die Hauptstrassen mit einem hohen Verkehrsaufkommen von bis zu 30'000 Fahrzeugen täglich das enge Ortszentrum im historischen Städtchen. 2007 wurde die «Ortskernumfahrung» eröffnet, die im Wesentlichen aus zwei Tunneln besteht. Die Hauptstrasse 283 führt vom Knoten Hofmattstrasse aus durch den 735 Meter langen «Paradieslitunnel», der im Tagbau erstellt wurde, in die Nähe des Bahnhofs Aarburg-Oftringen zum Kreisel «Bahnhofstrasse» mit dem Anschlussbauwerk zur Hauptstrasse 2, die von Norden aus dem «Festungstunnel» kommt und nach Oftringen weiterführt.
Mit dem geplanten, voraussichtlich bis im Jahr 2040 realisierten Bau des Nordabschnitts der neuen Wiggertalstrasse (Kantonsstrasse 204) wird der Durchgangsverkehr bei Rothrist verlagert und ein Stück der Hauptstrasse 283 neu zur Hauptstrasse 1 gerechnet werden.

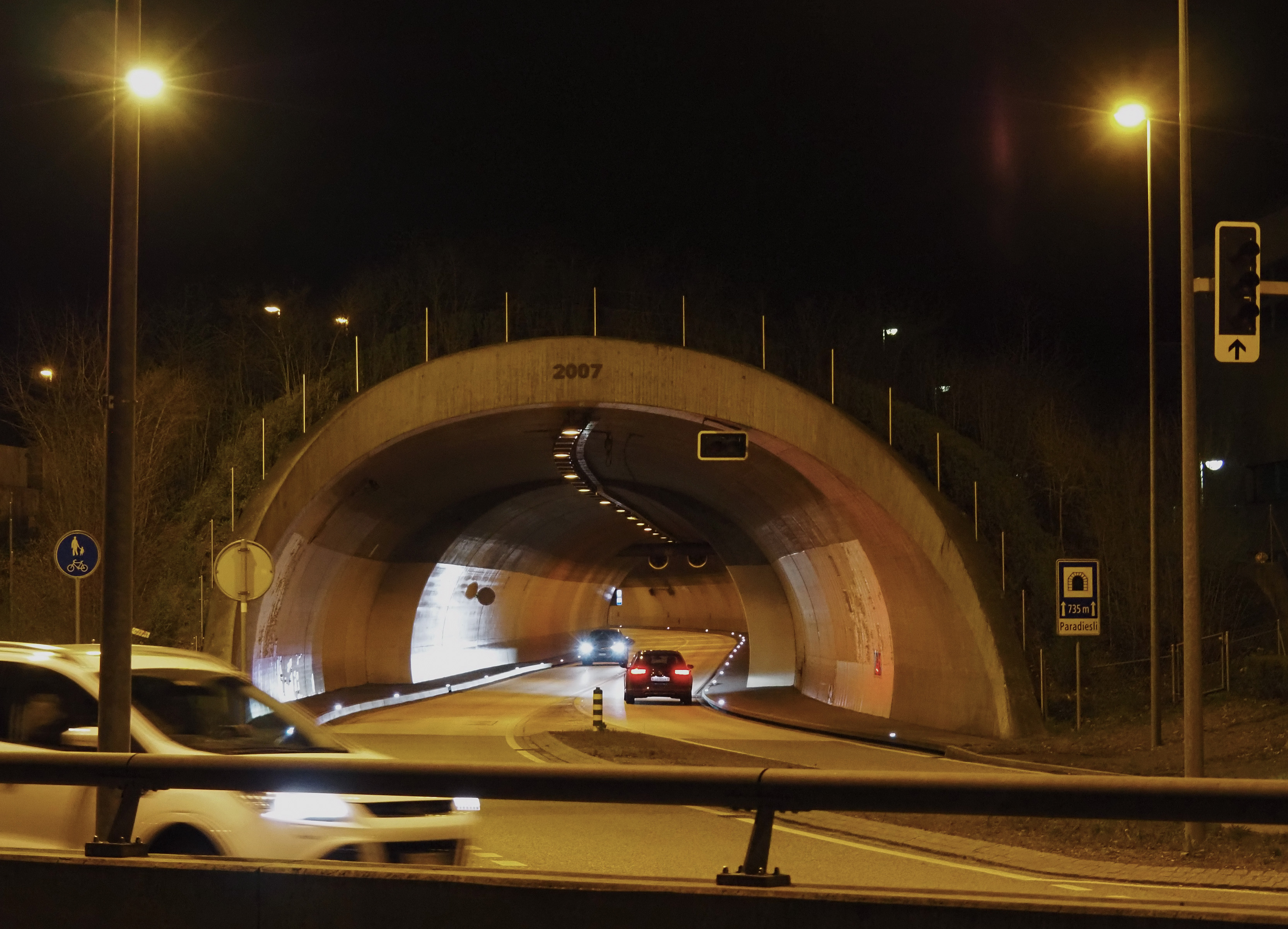
Paradieslitunnel beim Knoten Hofmattstrasse